# Laissac-Sévérac-l'Église
Laissac-Sévérac-l'Église é uma comuna francesa na região administrativa da Occitânia, no departamento de Aveyron. Estende-se por uma área de 33,90 km². Em 2010 a comuna tinha 1 661 habitantes (densidade: 49 hab./km²).
A municipalidade foi estabelecida em 1 de janeiro de 2016 e consiste na fusão das antigas comunas de Laissac e Sévérac-l'Église.